# Adzeu Yapo Jacky
Adzeu Yapo Jacky (* 26. März 1998) ist ein ivorischer Leichtathlet, der sich auf den Sprint spezialisiert hat.

## Sportliche Laufbahn
Erste internationale Erfahrungen sammelte Adzeu Yapo Jacky im Jahr 2019, als er bei den Afrikaspielen in Rabat mit 21,43 s in der ersten Runde im 200-Meter-Lauf ausschied und mit der ivorischen 4-mal-100-Meter-Staffel in 40,51 s den achten Platz belegte. 2024 kam er bei den Afrikaspielen in Accra mit 21,87 s erneut nicht über den Vorlauf über 200 Meter hinaus. Im Juni schied er bei den Afrikameisterschaften in Douala mit 21,46 s im Halbfinale über 200 Meter aus und verhalf der Staffel zum Finaleinzug und trug damit zum Gewinn der Bronzemedaille bei.

## Persönliche Bestzeiten
- 100 Meter: 10,55 s (+1,8 m/s), 4. Juni 2024 in Accra
- 200 Meter: 21,04 s (+0,6 m/s), 25. Juni 2023 in Cergy-Pontoise